# Tomaculamon
Tomaculamon is een geslacht van kreeftachtigen uit de klasse van de Malacostraca (hogere kreeftachtigen).

## Soorten
- Tomaculamon pygmaeus Yeo & Ng, 1997
- Tomaculamon stenixys Yeo & Ng, 1997